# Chico
Chico és una població dels Estats Units a l'estat de Califòrnia. Segons el cens del 2009 tenia 83.123 habitants.

## Demografia
Segons el cens del 2000, Chico tenia 59.954 habitants, 23.476 habitatges, i 11.644 famílies. La densitat de població era de 834,5 habitants/km².
Dels 23.476 habitatges en un 27,1% hi vivien nens de menys de 18 anys, en un 34,4% hi vivien parelles casades, en un 11,3% dones solteres, i en un 50,4% no eren unitats familiars. En el 29,3% dels habitatges hi vivien persones soles el 8,1% de les quals corresponia a persones de 65 anys o més que vivien soles. El nombre mitjà de persones vivint en cada habitatge era de 2,42 i el nombre mitjà de persones que vivien en cada família era de 3,03.
Per edats la població es repartia de la següent manera: un 21,1% tenia menys de 18 anys, un 27% entre 18 i 24, un 26,8% entre 25 i 44, un 15,2% de 45 a 60 i un 9,9% 65 anys o més.
L'edat mediana era de 26 anys. Per cada 100 dones de 18 o més anys hi havia 93,9 homes.
La renda mediana per habitatge era de 29.359 $ i la renda mediana per família de 43.077 $. Els homes tenien una renda mediana de 35.548 $ mentre que les dones 26.173 $. La renda per capita de la població era de 16.970 $. Entorn del 12,7% de les famílies i el 26,6% de la població estaven per davall del llindar de pobresa.

## Poblacions més properes
El següent diagrama mostra les poblacions més properes.